# پتروشیمی کاویان
مجتمع پتروشیمی کاویان یکی از بزرگ‌ترین تولیدکنندگان اتیلن یکی از شرکت‌های زیرمجموعه پتروشیمی باختر است که در ایران و منطقه خاورمیانه مشهور است. این مجتمع که بخشی از پروژه خط لوله اتیلن غرب به‌شمار می‌رود، در سال ۱۳۸۴ با هدف تبدیل اتان استخراج‌شده از میدان پارس جنوبی به اتیلن تأسیس شد.

## تاریخچه
شرکت پتروشیمی کاویان در سال ۱۳۸۴ تأسیس شد و به‌عنوان بزرگ‌ترین تولیدکننده اتیلن در منطقه خاورمیانه شناخته می‌شود. این مجتمع از پروژه‌های کلیدی خط لوله اتیلن غرب است و خوراک مورد نیاز آن از میدان پارس جنوبی تأمین می‌شود. فاز اول مجتمع پتروشیمی کاویان در سال ۱۳۹۱ به بهره‌برداری رسید و فاز دوم آن در تاریخ ۲۷ فروردین ۱۳۹۶ توسط رئیس‌جمهور وقت، حسن روحانی، افتتاح شد.
این مجتمع با هدف تولید اتیلن و تأمین خوراک برای دیگر شرکت‌های زیرمجموعه گروه باختر راه‌اندازی شده است و ظرفیت تولید سالانه دو میلیون تن اتیلن را دارد.

## حادثه مسمومیت کارگران پتروشیمی کاویان
در تاریخ ۱۷ مرداد ۱۳۹۷، حادثه‌ای تلخ در مجتمع پتروشیمی کاویان رخ داد که باعث مسمومیت حدود ۳۰۰ نفر از کارکنان این مجتمع شد. کارکنان پتروشیمی کاویان و شرکت آرین متانول با علائم مسمومیت شامل تهوع و درد معده به درمانگاه‌ها و بیمارستان‌های عسلویه مراجعه کردند. متأسفانه یکی از کارگران جان خود را از دست داد و وضعیت سه نفر دیگر نیز به‌شدت وخیم گزارش شد.
این حادثه نگرانی‌هایی را در خصوص ایمنی محیط‌های کار در صنعت پتروشیمی ایجاد کرد. پیگیری‌های پزشکی و قانونی برای بررسی علل و عوامل وقوع این حادثه همچنان ادامه دارد. به‌ویژه در زمینه رعایت استانداردهای ایمنی در چنین محیط‌هایی، این رویداد تأثیرات قابل‌توجهی بر روند کاری و ایمنی در صنعت پتروشیمی کشور داشت.

## تولید و ظرفیت
مجتمع پتروشیمی کاویان ظرفیت تولید سالانه بیش از دو میلیون تن اتیلن را در دو فاز جداگانه داراست. خوراک اصلی آن از میدان‌های گازی پارس جنوبی تأمین می‌شود. محصولات این مجتمع از طریق خط لوله اتیلن غرب به صنایع پایین‌دستی منتقل می‌شود و خوراک ۱۲ مجتمع پتروشیمی دیگر را تأمین می‌کند.

## دستاوردها
- بهره‌برداری کامل از مجتمع با استفاده از متخصصان داخلی
- کمک به توسعه صنایع پایین‌دستی در ۱۱ استان
- نقش کلیدی در کاهش واردات مواد اولیه و افزایش تولید ملی

## چالش‌ها و چشم‌انداز
تحریم‌های اقتصادی و محدودیت‌های تأمین خوراک در سال‌های اولیه بهره‌برداری، چالش‌های بزرگی برای این پروژه ایجاد کرد. با این حال، مدیریت و برنامه‌ریزی راهبردی منجر به افزایش ظرفیت تولید و بهبود عملکرد مجتمع شد. چشم‌انداز این مجتمع، ارتقای جایگاه ایران در بازار جهانی اتیلن با تمرکز بر توسعه پایدار است.

## اعتراضات و اعتصابات در پتروشیمی کاویان
اعتراضات کارکنان پتروشیمی کاویان به‌عنوان یکی از مهم‌ترین رویدادهای صنفی در صنعت نفت و پتروشیمی ایران شناخته شده است. این اعتراضات و اعتصابات عمدتاً حول محورهایی چون بی‌عدالتی در پرداخت حقوق و مزایا، شرایط کاری سخت و رعایت نشدن استانداردهای ایمنی رخ داده است.

### اعتصاب کارکنان در شهریور ۱۴۰۰
در تاریخ ۱۵ شهریور ۱۴۰۰ (۶ سپتامبر ۲۰۲۱)، کارکنان پتروشیمی کاویان در اعتراض به شرایط نامطلوب کاری اعتصاب خود را از سر گرفتند. این اعتصاب با هماهنگی شورای سازماندهی اعتراضات کارگران پیمانی نفت انجام شد.

### اعتراض به بی‌عدالتی در پرداخت حقوق
در مرداد ۱۴۰۰، گروهی از کارکنان پتروشیمی کاویان در اعتراض به «بی‌عدالتی در پرداخت حقوق و مزایای یازده‌ساله» اعتصاب کردند. این گروه خواهان پاسخگویی مدیران هلدینگ باختر کاویان و دیگر مسئولان مرتبط بودند.

### اعتراض اسفند ۱۳۹۹
در تاریخ ۶ اسفند ۱۳۹۹، پرسنل یکی از شرکت‌های پتروشیمی در عسلویه، از جمله پتروشیمی کاویان، اعتراضاتی را نسبت به شرایط کاری برگزار کردند. این اعتراض‌ها بازتاب گسترده‌ای در رسانه‌ها داشت.

### اعتصاب غذا در مرداد ۱۴۰۰
در مرداد ۱۴۰۰، اعتراضات کارکنان پتروشیمی کاویان به شکل اعتصاب غذا ادامه یافت. این اعتراضات به‌عنوان طولانی‌ترین اعتصاب غذای تاریخ صنعت نفت ایران شناخته شد و توجه زیادی را به خود جلب کرد.